# Cephalaspididae
Ne doit pas être confondu avec Cephalaspidea.
Famille
Synonymes
- † Cephalaspidae

Les Cephalaspididae sont une famille fossile de poissons sans mâchoires de l'ordre également éteint des Cephalaspidiformes.

## Systématique
Cette famille a été décrite en 1861 par le paléontologue britannique Thomas Henry Huxley. Cephalaspis est le genre type.

## Liste des genres
Selon GBIF (23 septembre 2023) :
- † Auchenaspis Egerton, 1857
- † Cephalaspis Agassiz, 1835
- † Eucephalaspis Lankester, 1870
- † Eukeraspis Lankester, 1870
- † Hemicyclaspis Lankester, 1870
- † Procephalaspis Denison, 1951
- † Thyestes Eichwald, 1859

Selon l'IRMNG (23 septembre 2023) :
- † Auchenaspis Egerton, 1857
- † Cephalaspis Agassiz, 1835
- † Procephalaspis Denison, 1951
- † Thyestes Eichwald, 1859
- † Eucephalaspis Lankester in Powrie, 1870 (statut incertain)

Selon la Paleobiology Database (23 septembre 2023) :
- † Cephalaspis Agassiz 1835
- † Didymaspis Lankester 1867
- † Eukeraspis Lankester 1870

Selon les collections du Muséum national d'Histoire naturelle (23 septembre 2023) :
- † Cephalaspis
- † Hildenaspis
- † Parameteoraspis
- † Porolepis

## Publication originale
- (en) T. H. Huxley, « Preliminary essay upon the systematic arrangement of the fishes of the Devonian Epoch », Memoirs of the Geological Survey of Great Britain, decade 10, vol. 23,‎ 1861, p. 1-40